# Peppermint Grove
Peppermint Grove är en ort i Australien. Den ligger i kommunen Shire of Peppermint Grove och delstaten Western Australia, omkring 10 kilometer sydväst om delstatshuvudstaden Perth. Antalet invånare är 1 582.
Runt Peppermint Grove är det mycket tätbefolkat, med 1 754 invånare per kvadratkilometer.. Närmaste större samhälle är Perth, nära Peppermint Grove. 
Runt Peppermint Grove är det i huvudsak tätbebyggt. Genomsnittlig årsnederbörd är 1 018 millimeter. Den regnigaste månaden är maj, med i genomsnitt 176 mm nederbörd, och den torraste är februari, med 9 mm nederbörd.